# Panamerikamesterskabet i håndbold 2013 (kvinder)
Panamerikamesterskabet i håndbold for kvinder 2013 var det 12. panamerikamesterskab for kvinder gennem tiden, og turneringen med deltagelse af ti hold bliver afviklet i Santo Domingo, Dominikanske Republik i perioden 1. - 8. juni 2013.
Mesterskabet blev vundet af Brasilien, som i finalen besejrede Argentina med 38-15. Dermed vandt brasilianerne panamerikatitlen for kvinder for ottende gang. Det var endvidere sjette gang i træk, at finalen var et opgør mellem netop de to hold. Bronzemedaljerne gik til Dominikanske Republik, som i bronzekampen vandt 28-19 over Paraguay, og det var dominikanernes første medalje ved mesterskabet siden de sidst var værter i 2007.
Ud over titlen som panamerikamester spillede holdene om fire ledige pladser ved VM i håndbold 2013 i Serbien. VM-pladserne blev besat af de fire bedst placerede hold, dvs. Brasilien, Argentina, Dominikanske Republik og Paraguay.

## Slutrunde

### Indledende runde
De ti hold var inddelt i to grupper, hvor holdene spillede alle-mod-alle. De to bedste hold i hver gruppe gik videre til semifinalerne.

#### Gruppe A
| Dato | Tid   | Kamp                     | Res.  | Pause |
| ---- | ----- | ------------------------ | ----- | ----- |
| 1.6. | 13:00 | Mexico – Costa Rica      | 35–16 |       |
| 1.6. | 17:00 | Brasilien – USA          | 44–10 |       |
| 2.6. | 15:15 | USA – Domin. Rep.        | 11–27 |       |
| 2.6. | 19:00 | Costa Rica – Brasilien   | 07–59 |       |
| 3.6. | 17:00 | Domin. Rep. – Mexico     | 27–26 |       |
| 3.6. | 19:00 | USA – Costa Rica         | 30–13 |       |
| 4.6. | 17:00 | Costa Rica – Domin. Rep. | 15–39 |       |
| 4.6. | 19:00 | Mexico – Brasilien       | 18–48 |       |
| 5.6. | 15:00 | Mexico – USA             | 30–23 |       |
| 5.6. | 17:00 | Brasilien – Domin. Rep.  | 37–22 |       |

| Hold              | Kampe | Mål     | Point |
| ----------------- | ----- | ------- | ----- |
| Brasilien         | 4     | 188-570 | 8     |
| Dominikanske Rep. | 4     | 115-890 | 6     |
| Mexico            | 4     | 109-114 | 4     |
| USA               | 4     | 074-114 | 2     |
| Costa Rica        | 4     | 051-163 | 0     |

#### Gruppe B
| Dato | Tid   | Kamp                  | Res.  | Pause |
| ---- | ----- | --------------------- | ----- | ----- |
| 1.6. | 15:00 | Argentina – Canada    | 37–14 |       |
| 1.6. | 19:00 | Venezuela – Paraguay  | 30–35 |       |
| 2.6. | 12:30 | Canada – Uruguay      | 25–31 |       |
| 2.6. | 17:00 | Paraguay – Argentina  | 10–32 |       |
| 3.6. | 13:00 | Canada – Paraguay     | 23–28 |       |
| 3.6. | 15:00 | Uruguay – Venezuela   | 36–34 |       |
| 4.6. | 13:00 | Paraguay – Uruguay    | 24–23 |       |
| 4.6. | 15:00 | Venezuela – Argentina | 20–38 |       |
| 5.6. | 13:00 | Venezuela – Canada    | 31–27 |       |
| 5.6. | 19:00 | Argentina – Uruguay   | 29–19 |       |

| Hold      | Kampe | Mål     | Point |
| --------- | ----- | ------- | ----- |
| Argentina | 4     | 136-630 | 8     |
| Paraguay  | 4     | 097-108 | 6     |
| Uruguay   | 4     | 109-112 | 4     |
| Venezuela | 4     | 125-136 | 2     |
| Canada    | 4     | 089-127 | 0     |

### Semifinaler og finaler
Semifinalerne havde deltagelse af de fire hold, der sluttede på første- eller andenpladserne i grupperne i den indledende runde.
| Dato        | Tid   | Kamp                    | Res.  | Pause |
| ----------- | ----- | ----------------------- | ----- | ----- |
| Semifinaler |       |                         |       |       |
| 7.6.        | 15:00 | Brasilien – Paraguay    | 47–17 | 23-80 |
| 7.6.        | 17:00 | Argentina – Domin. Rep. | 27–17 | 15-10 |
| Bronzekamp  |       |                         |       |       |
| 8.6.        | 16:00 | Domin. Rep. – Paraguay  | 28–19 | 10-10 |
| Finale      |       |                         |       |       |
| 8.6.        | 18:00 | Brasilien – Argentina   | 38–15 | 19-80 |

### Placeringskampe
Holdene, der sluttede på tredje-, fjerde- og femtepladserne i grupperne i den indledende runde, spillede placeringskampe om 5.- til 10.-pladsen.
| Dato                              | Tid   | Kamp                | Res.  | Pause |
| --------------------------------- | ----- | ------------------- | ----- | ----- |
| Kamp om 9.-pladsen                |       |                     |       |       |
| 7.6.                              | 09:00 | Costa Rica – Canada | 13–34 | 06-17 |
| Semifinaler om 5.- til 8.-pladsen |       |                     |       |       |
| 7.6.                              | 11:00 | Mexico – Venezuela  | 32–25 | 11-13 |
| 7.6.                              | 13:00 | Uruguay – USA       | 30–17 | 14-12 |
| Kamp om 7.-pladsen                |       |                     |       |       |
| 8.6.                              | 12:00 | Venezuela – USA     | 36–29 | 18-17 |
| Kamp om 5.-pladsen                |       |                     |       |       |
| 8.6.                              | 14:00 | Mexico – Uruguay    | 24–27 | 14-15 |

### Samlet rangering
| Plac.  | Hold              |
| ------ | ----------------- |
| Guld   | Brasilien         |
| Sølv   | Argentina         |
| Bronze | Dominikanske Rep. |
| 4.     | Paraguay          |
| 5.     | Uruguay           |
| 6.     | Mexico            |
| 7.     | Venezuela         |
| 8.     | USA               |
| 9.     | Canada            |
| 10.    | Costa Rica        |